# Castleichthys auritus
Castleichthys auritus – gatunek morskiej ryby węgorzokształtnej z rodziny kongerowatych (Congridae). Reprezentuje monotypowy rodzaj Castleichthys. Został opisany naukowo przez Davida G. Smitha w 2004 na podstawie jednego osobnika złowionego we wschodniej części Oceanu Indyjskiego u wybrzeży Australii Zachodniej. Holotypem jest samica mierząca 28,8 cm długości całkowitej (TL). 
Według stanu ze stycznia 2019 gatunek ten nie figuruje w Czerwonej księdze gatunków zagrożonych Międzynarodowej Unii Ochrony Przyrody (IUCN).